# Pune (stad)
Pune (van 1818 tot 1978 was de officiële naam Poona) , is een metropool in de staat Maharashtra in India. Pune wordt als de culturele hoofdstad van Maharashtra beschouwd. De stad bevindt zich ongeveer 120 km van Mumbai, de grootste stad van India. De West-Ghats vormen een bergketen langs de westkust van India, Pune ligt tegen de oostkant van de West-Ghats. Bij Pune komen de rivieren Mula en Mutha samen, het water stroomt verder door India naar het oosten.
Bij de volkstelling van 2011 had de stad zelf 5 miljoen inwoners, maar de agglomeratie, inclusief de industriële tweelingstad Pimpri-Chinchwad, heeft in totaal 8 miljoen inwoners. De taal die er het meeste wordt gesproken, is het Marathi. In de 17e en 18e eeuw was Poona de hoofdstad van het Maratharijk.

## Economie
Pune is een industrieel centrum en wordt ook wel het Detroit van India genoemd. In de stad is een van de grootste motorfietsenproducenten ter wereld gevestigd, Bajaj Auto en is er een grote vestiging van Tata Motors, waar vrachtauto's, bestelwagens en personenauto's worden vervaardigd. Er zijn ook vestigingen van machinebouwbedrijven, zoals Alfa Laval. De stad is verder een belangrijk educatief en wetenschappelijk centrum en een belangrijke vestigingsplaats voor westerse multinationals. Er wordt veel software ontwikkeld.
De Pune Airport ligt 11 km ten noordoosten van het stadscentrum.

## Diversen
- In de 19e eeuw stond de sport badminton bekend als Poona. Engelse legerofficieren in Poona behoorden tot de eersten die badminton speelden.
- De overblijfselen van Bhagwan Sri Rajneesh bevinden zich in Pune. Zijn as wordt bewaard in een meditatiehal in zijn laatste woonplaats, zijn ashram in Pune.

## Bekende inwoners van Pune

### Geboren
- Anandi Joshi (1865-1887), arts
- John Dutton Frost (1912-1993), Brits officier
- Balkrishna Doshi (1927-2023), architect
- Dadi Pudumjee (1951), poppenspeler
- Kshama Sawant (1972), Amerikaans politica
- Tannishtha Chatterjee (1980), actrice

### Overleden
- Nana Fadnavis (1742-1800), politicus en minister
- David Sassoon (1792-1864), textiel- en oliehandelaar
- Kamlabai Gokhale (1900-1994), actrice
- Lalita Pawar (1916-1998), actrice
- Shobhna Samarth (1916-2000), actrice

## Galerij

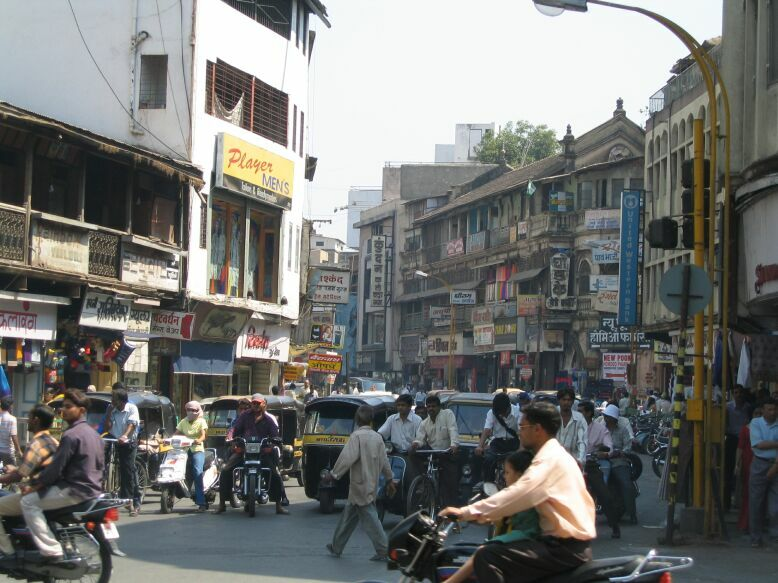
Straatbeeld